# The Funmasters
The Funmasters is een voormalige Nederlandse kasekogroep met musici van Surinaamse komaf.
De groep werd in 1978 opgericht. Zij stelden zich ten doel om een ander ritme en geluid te brengen dan ander kaseko-artiesten en stonden bekend om hun humoristische videoclips. De groep bracht tussen 1981 en 1986 meer dan tien singles uit in het Surinaams en Nederlands. In 1983 kwamen ze met hun grootste hit, Wittie visie. Eind jaren 1980 viel de groep uit elkaar.
In 2013 maakte de band een comback tijdens het Kwakoe Festival in Amsterdam. In 2018 werd het 25-jarige jubileum gevierd op de pier van Torarica in Paramaribo. Zanger Iwan Esseboom werd tijdens de comeback onderscheiden tot Kasekolegende door de organisatie Sranan Fosten Fesa.

## Discografie
Album
- 1984: The best of The Funmasters

Singles
- 1981: Osikalli (12")
- 1982: Kijk, zo een mooie meid
- 1982: Adjida (12")
- 1983: Tamalin
- 1983: Cottica oema
- 1983: Doglau
- 1983: Mi wang boy (12")
- 1983: Matapica (12")
- 1983: Wittie visie (12")
- 1983: Visie man (12")
- 1984: Bigi boto kanto (12")
- 1984: Funmasters style (12")
- 1985: Soe-roe-wé (12")
- 1985: Soe soe (12")
- 1986: A wisa djoema (12")